# Sérgio Semedo
Sérgio Manuel Monteiro Semedo (Lisbona, 23 febbraio 1988) è un calciatore portoghese naturalizzato capoverdiano, centrocampista del Portimonense B.

## Carriera

### Club
Ha quasi sempre giocato nel campionato portoghese.

### Nazionale
Ha esordito in nazionale nel 2014.

## Palmarès

### Club
- Campionato lituano: 1

Sūduva: 2017